# Tomáš Skácel
Štábní kapitán Tomáš Skácel (1880 Dolany – 1945 Hranice) byl československý legionář, důstojník, starosta Hranic a odbojář z období druhé světové války.

## Život

### Před první světovou válkou
Tomáš Skácel se narodil roku 1880 v Dolanech na olomoucku. Vyučil se truhlářem a poté vystudoval průmyslovou školu dřevařskou. Prezenční službu u c. a k. armády absolvoval mezi lety 1903 a 1904, poté se oženil, usadil v Hranicích a pracoval ve firmě  První moravská továrna na vodovody, plynovody a pumpy Antonína Kunze na pozici mistra. 

### První světová a ruská občanská válka
Po vypuknutí první světové války byl Tomáš Skácel již v roce 1914 mobilizován a odeslán na ruskou frontu, kde 28. října téhož roku padl u Ivangorodu do zajetí. V něm pracoval v Zabajkalsku a Jakutsku ve dřevařských závodech. V roce 1917 vstoupil do československých legií a absolvoval Sibiřskou anabázi. Službu v legiích ukončil v hornosti poručíka.

### Mezi světovými válkami
Po návratu do Československa pokračoval Tomáš Skácel ve vojenské službě a stal se vojenským správcem průmyslových podniků na Moravě a ve Slezsku. Vstoupil do Československé sociálně demokratické strany dělnické a v roce 1920 byl zvolen starostou města Hranic. Jeho angažovanost byla neslučitelná se službou v apolitické Československé armádě a tak i přes svou oblíbenost musel z funkce i strany opět odejít. V armádě působil do roku 1925 a dosáhl hodnosti štábního kapitána. Poté se vrátil k předválečnému zaměstnání.

### Druhá světová válka
Po německé okupaci v březnu 1939 vstoupil do protinacistického odboje v řadách Obrany národa. Přes několikeré vyšetřování na gestapu uvěznění unikl. Zemřel v roce 1945 v Hranicích.